# Marcieu
Marcieu ist eine französische Gemeinde mit 68 Einwohnern (Stand: 1. Januar 2022) im Département Isère in der Region Auvergne-Rhône-Alpes (vor 2016 Rhône-Alpes). Sie gehört zum Arrondissement Grenoble und zum Kanton Matheysine-Trièves. Die Einwohner werden Marcelands (oder: Marciolands) genannt.

## Geographie
Die Gemeinde Marcieu liegt etwa 25 Kilometer südsüdöstlich von Grenoble am Drac, der hier zum Lac de Monteynard-Avignonet (auch: Lac de Notre-Dame-de-Commiers) aufgestaut wird und die Gemeinde im Westen begrenzt. Nach Osten steigt das Gelände stetig an und erreicht am Westhang des Gipfels Le Senépy auf 1755 m über dem Meer den höchsten Punkt in der Gemeinde. Umgeben wird Marcieu von den Nachbargemeinden Avignonet im Norden, La Motte-Saint-Martin im Nordosten und Osten, Mayres-Savel im Süden, Treffort im Südwesten und Westen sowie Sinard im Westen und Nordwesten.

## Bevölkerungsentwicklung
| Jahr                       | 1962 | 1968 | 1975 | 1982 | 1990 | 1999 | 2006 | 2012 | 2021 |
| -------------------------- | ---- | ---- | ---- | ---- | ---- | ---- | ---- | ---- | ---- |
| Einwohner                  | 117  | 81   | 61   | 61   | 70   | 71   | 68   | 78   | 69   |
| Quellen: Cassini und INSEE |      |      |      |      |      |      |      |      |      |

## Sehenswürdigkeiten
- Kirche Saint-Christophe
- Burgruine Bricon aus dem 12. Jahrhundert
- Reste der Burg Marcieu aus dem 13. Jahrhundert